# 天鵝座23
天鵝座23，又名BD+57 2084，HD 188665、SAO 32085、HR 7608，是天鵝座的一颗恒星，视星等为5.14，位于銀經90.55，銀緯14.91，其B1900.0坐标为赤經19h 51m 14.2s，赤緯+57° 14.91′ 41″。